# Lek i mörker
Lek i mörker (engelska: Peyton Place) är en amerikansk dramafilm från 1957 i regi av Mark Robson. Filmen är baserad på Grace Metalious roman Peyton Place från 1956. I huvudrollerna ses Lana Turner, Hope Lange, Lee Philips, Lloyd Nolan, Diane Varsi, Arthur Kennedy, Russ Tamblyn och Terry Moore.

## Rollista i urval
- Lana Turner – Constance MacKenzie
- Diane Varsi – Allison MacKenzie
- Hope Lange – Selena Cross
- Lee Philips – Michael Rossi
- Arthur Kennedy – Lucas Cross
- Lloyd Nolan – doktor Matthew Swain
- Russ Tamblyn – Norman Page
- Terry Moore – Betty Anderson
- David Nelson – Ted Carter
- Barry Coe – Rodney Harrington
- Betty Field – Nellie Cross
- Mildred Dunnock – Miss Elsie Thornton
- Leon Ames – Leslie Harrington
- Lorne Greene – distriktsåklagare
- Staats Cotsworth – Charles Partridge
- Peg Hillias – Marion Partridge
- Robert H. Harris – Seth Bushwell
- Erin O'Brien Moore – Mrs. Evelyn Page